# Adiponitril
Adiponitril je organická sloučenina se vzorcem (CH2)4(CN)2, používaná na výrobu nylonu 66.

## Výroba

### První postupy
Vzhledem k průmyslovému významu adiponitrilu bylo vyvinuto několik způsobů jeho výroby. První průmyslové postupy byly založeny na použití furfuralu a na chloraci buta-1,3-dienu na 1,4-dichlor-but-2-en, který se po reakci s kyanidem sodným měnil na hex-3-endinitril, posléze hydrogenovaný na adiponitril:
ClCH2CH=CHCH2Cl + 2 NaCN → NCCH2CH=CHCH2CN + 2 NaCl
NCCH2CH=CHCH2CN + H2 → NC(CH2)4CN
Adiponitril se ojediněle také vyráběl z kyseliny adipové dehydratací jejího diamidu.

### Moderní postupy
Od roku 2004 se většina adiponitrilu vyrábí hydrokyanací butadienu katalyzovanou niklem. Celková rovnice vypadá takto:
CH2=CHCH=CH2 + 2 HCN → NC(CH2)4CN
Proces se skládá z několika částí, první je monohydrokyanace (navázání jedné molekuly HCN), čímž vnikají (navzájem izomerní) pentennitrily a také 2- a 3-methylbutannitrily. Tyto sloučeniny se poté izomerizují na penten-3- a penten-4-nitrily. V posledním kroku se pentennitrily znovu, proti Markovnikovovu pravidlu, hydrokyanují a vzniká adiponitril.
Penten-3-nitril, vzniklý při první hydrokyanaci, může projít metatezí alkenu za tvorby dikyanobutenů, které se snadno hydrogenují. Užitečným vedlejším produktem výroby adiponitrilu je 2-methylglutaronitril.
Dalšími významnými metodami jsou hydrodimerizace, která začíná u akrylonitrilu:
2 CH2=CHCN + 2 e− + 2 H+ → NCCH2CH2CH2CH2CN

## Použití
Téměř všechen vyrobený adiponitril se hydrogenuje na hexan-1,6-diamin, sloužící na výrobu nylonu 66:
NC(CH2)4CN + 4 H2 → H2N(CH2)6NH2
Podobně jako další nitrily lze adiponitril hydrolyzovat; vzniklou kyselinu adipovou lze ale levněji vyrobit jinými postupy.
V roce 2018 se mohlo vyrobit až kolem 1,5 milionů tun adiponitrilu

## Bezpečnost
LD50 adiponitrilu u krys při ústním podání je 300 mg/kg.